# Parribacus
A Parribacus a felsőbbrendű rákok (Malacostraca) osztályának tízlábú rákok (Decapoda) rendjébe, az Achelata alrendágába, azon belül a Scyllaridae családjába tartozó nem.

## Rendszerezésuk
A nemet James Dwight Dana írta le 1852-ben, jelenleg az alábbi fajok tartoznak ide:
- Parribacus antarcticus Lund, 1793
- Parribacus caledonicus Holthuis, 1960
- Parribacus holthuisi Forest, 1954
- Parribacus japonicus Holthuis, 1960
- Parribacus perlatus Holthuis, 1967
- Parribacus scarlatinus Holthuis, 1960

## Előfordulásük
Két leggyakoribb faj a Parribacus atlanticum és a Parribacus japonicus, amelyek nagyon elterjedtek a föld minden sós vizében. Megtalálhatóak az Indonéz sziget partjainál, az atlanti-óceáni szigetek környékén, A Mexikói öbölben, Kanada és Florida állam partjainál, Dél-Amerika északi partjainál, Afrika keleti partjainál, India partjainál, Japán déli partjainál és Madagaszkár majdnem teljes partszakaszán nagy számban.

## Megjelenésük
Általában 15-20 cm hosszúak, 5-8 cm szélesek, a Scyllaridae családra jellemző nagy, lapos első csápokkal rendelkeznek, melyek sokszor fűrészeltek vagy sertések. Jó rejtőszínekkel szoktak rendelkezni. Ollóik nincsenek. 

## Életmódjuk
Kedvelik a homokos aljú sziklás partokat, ilyen területeken élnek 20 méter mélységig. Sziklarepedések vagy kisebb üregek tetején csoportosan pihennek napközben, éjjel vadásznak kisebb puhatestűekre, kisebb rákokra vagy esetleg bármi másra, ami náluk kisebb, lassabb és hús. Elég lassúak, ezért szinte bármi húst megesznek, amit csak érnek.